# NGC 2479
NGC 2479 (другие обозначения — OCL 623, ESO 561-SC1, Трюмплер 8, C 0752-175) — рассеянное звёздное скопление в созвездии Кормы. Открыто Уильямом Гершелем 4 марта 1790 года.
Скопление удалено от Земли на 1,2 килопарсека, его угловой диаметр составляет 11′, возраст — около 1 миллиарда лет, металличность примерно равна солнечной.
Этот объект входит в число перечисленных в оригинальной редакции «Нового общего каталога».
На фотографиях видно рассеянное скопление звёзд, имеющее неправильную округлую форму и слегка вытянутое в направлении с юго-востока на северо-запад. Визуально в любительский телескоп при среднем увеличении это привлекательное, хорошо отделённое от небесного фона скопление звёзд, имеющих узкий диапазон блеска. Скопление содержит около 45 звёзд с блеском 11m—12m на площади примерно 12,0′ × 12,0′. Суммарная визуальная звёздная величина скопления 9,6m.